# Sophus Dahl
Oliver Sofus Pettersen Dahl, född 20 december 1877 i Horg vid Støren, död 30 november 1952 i Oslo, var en norsk skådespelare.
Oliver Sofus Pettersen Dahl var halvbror till Johan Bojer. Han filmdebuterade 1926 i Harry Ivarsons Simen Mustrøens besynderlige opplevelser och kom att medverka i tolv filmer fram till 1949. Han var också verksam som teaterskådespelare vid Trondhjems Nationale Scene, Stavanger Faste Scene och Det Nye Teater. Han var under en period konstnärlig ledare för Søilen Teater.

## Filmografi
- 1926 – Simen Mustrøens besynderlige opplevelser
- 1932 – Det stora barndopet
- 1933 – Jeppe på bjerget
- 1936 – Morderen uten ansikt
- 1936 – Vi vil oss et land... (kortfilm)
- 1938 – Bør Børson jr.
- 1939 – Gjest Baardsen
- 1939 – De värnlösa
- 1939 – En enda natt
- 1941 – Den kärleken, den kärleken!
- 1943 – Sangen til livet
- 1949 – Svendsen går videre